# Unzen (stad)
Unzen (Japans: 雲仙市, Unzen-shi) is een Japanse stad in de prefectuur Nagasaki. In 2015 telde de stad 44.421 inwoners. 

## Geschiedenis
Op 11 oktober 2005 werd Unzen benoemd tot stad (shi). Dit gebeurde na het samenvoegen van de gemeenten Aino (愛野町), Azuma (吾妻町), Chijiwa (千々石町), Kunimi (国見町), Minamikushiyama (南串山町), Mizuho (瑞穂町) en Obama (小浜町).
Steden:
Goto · Hirado · Iki · Isahaya · Matsuura · Minamishimabara · Nagasaki (hoofdstad) · Omura · Saikai · Sasebo · Shimabara · Tsushima · Unzen

Districten:
Nishisonogi · Kitamatsuura · Minamimatsura · Higashisonogi

Gemeenten per district